# 高田純次 毎日がパラダイス
高田純次 毎日がパラダイス（たかだじゅんじ まいにちがパラダイス）は、文化放送制作のラジオ番組。

## 番組概要
- 10年半続いた『高田純次・河合美智子の東京パラダイス』（以下『東京パラダイス』と表記）のコンセプトを引き継いだ帯番組[1][2]。
- コンセプトは「大人のための上質な下ネタ番組」[3]。通称「毎パラ」[1]。
- 制作局の文化放送を含め、大半の局は『川中美幸 人・うた・心』の後番組として放送している[4]が、ローカル セールス枠[注釈 1]となっているため、ネット局は『人・うた・心』より少ない[5]平日の帯番組としてはネット局によって、放送時間にばらつきがある。
- 文化放送とネット局では、番組構成や内容が一部異なる。
  - 文化放送
    - アバン → (CM 1提供読み・CM 1)[注釈 2] → 本編 → エンディング（本編とエンディングには切れ目がなく、BGMもない）→CM 2・CM 2提供読み[注釈 3][独自研究?]

  - ネット局
    - アバン → CM 1 → 本編 → CM 2 → エンディング[独自研究?]
- オープニングは高田が自身の持ち味である「適当」なフレーズで、挨拶と番組タイトルを述べる事が多い。『文化放送はじめ全国25局で、お聴きの皆さん。こんにちは、○○でーす』と、冒頭の挨拶は○○の部分は高田純次とは全く関係のない、適当な名前が入る。[独自研究?]『○○、毎日がパラダイス。今日も、あなたとパラダイス』と先ほどの適当な名前で、タイトル コールを行い、アバンを締める。[独自研究?]
- ネット局でのCMフィラー・エンディング テーマは松岡直也の「虹色の風」。一部ネット局では、フィラーをCMに差し替える。[独自研究?]
- 番組には週替わりのゲストが登場し[6]、月 - 水曜に出演。木曜と金曜は高田と加納の2人で進行するが、ゲストによって、木曜も出演する事がある[7]。
- 番宣では、ゲストにちなんだギャグを述べることがある。例として、「おまえも菊人形にしてやろうか」（ゲスト・デーモン閣下）、「ちゃらり〜ん、鼻から鼻くそ」（ゲスト・嘉門達夫）などがある。[独自研究?]

## 出演者
メイン パーソナリティ
- 高田純次[注釈 4][8]

過去のパーソナリティ
- 太田英明（文化放送アナウンサー、2015年2月2日 - 2月13日）[要出典]
  - 高田の休演に伴い、代役として出演。

アシスタント
- 加納有沙（文化放送アナウンサー、2014年3月31日 - ）[9]

過去のアシスタント
- 河合美智子（2012年4月2日 - 2014年3月28日）[1][10]。

## コーナー
- ゲスト トーク(月曜日)[要出典]

高田、加納とゲストのフリートークを放送。
- 大人のアンケート(火曜日)[要出典]

高田がゲストに対して、様々な質問を投げかけながら、トークを展開する。
- グレート高田の人生経典MAX(水曜日)[6]

『東京パラダイス』での同名コーナーを継続。高田が適当に解決する人生相談コーナー。特別企画として、月 - 水にかけて放送する事がある。
- 純次の色エロ川柳パラダイス(木曜日)[6]

『東京パラダイス』での同名コーナーを継続。コーナータイトルのBGMは、島倉千代子の「人生いろいろ」だが、高田の「エロ」という声が被るため「いろエロ」となる。毎月採用された川柳の中で、優秀川柳には月間MVPとして、テキトーだものTシャツが贈られる。
- リクエスト パラダイス(金曜日)[6]

『東京パラダイス』での同名コーナーを継続。毎回リクエストを2曲紹介し、高田の独断でかける曲を決定。曲をリクエストした人に、最高5,000円が貰えるコーナー。貰える金額は高田が適当に決める。コーナータイトルのBGMはその時点での獲得賞金の高い曲。最高額は毎年4月と10月にリセットされる。

## ネット局
- ★=『東京パラダイス』生放送をかつてネットしていた放送局
- ☆=『東京パラダイス』30分録音版を放送していた放送局（2007年の『ニチロ おいしいトーク』の部分ネット含む）

| 放送地域      | 放送局                 | 放送時間      | 備考                                     |
| ------------- | ---------------------- | ------------- | ---------------------------------------- |
| 関東広域圏    | 文化放送（QR、キー局） | 17:31 - 17:41 | ★ 『吉田照美 飛べ! サルバドール』内      |
| 北海道        | 北海道放送 (HBC)       | 17:00 - 17:10 | ☆                                        |
| 岩手県        | IBC岩手放送 (IBC)      | 16:40 - 16:50 | ☆                                        |
| 宮城県        | 東北放送 (TBC)         | 16:30 - 16:40 | ☆ 2015年3月28日にて終了                  |
| 秋田県        | 秋田放送 (ABS)         | 16:20 - 16:30 |                                          |
| 山形県        | 山形放送 (YBC)         | 16:50 - 17:00 | ☆                                        |
| 福島県        | ラジオ福島 (RFC)       | 15:40 - 15:50 |                                          |
| 新潟県        | 新潟放送 (BSN)         | 14:10 - 14:20 | ★                                        |
| 富山県        | 北日本放送 (KNB)       | 17:50 - 18:00 | ★                                        |
| 石川県        | 北陸放送 (MRO)         | 16:45 - 16:55 | ☆→★                                      |
| 福井県        | 福井放送 (FBC)         | 16:40 - 16:50 | ★                                        |
| 山梨県        | 山梨放送 (YBS)         | 16:30 - 16:40 |                                          |
| 長野県        | 信越放送 (SBC)         | 15:50 - 16:00 | 『情報わんさかGO!GO!ワイド らじ☆カン』内 |
| 静岡県        | 静岡放送 (SBS)         | 18:00 - 18:10 | 2012年10月ネット開始                     |
| 近畿広域圏    | 朝日放送 (ABC)         | 17:10 - 17:20 | [ 注釈 13 ]                              |
| 鳥取県 島根県 | 山陰放送 (BSS)         | 16:35 - 16:45 |                                          |
| 岡山県        | 山陽放送 (RSK)         | 12:35 - 12:45 | 2013年9月30日ネット開始                  |
| 山口県        | 山口放送 (KRY)         | 15:50 - 16:00 |                                          |
| 香川県        | 西日本放送 (RNC)       | 16:40 - 16:50 | ★                                        |
| 愛媛県        | 南海放送 (RNB)         | 16:50 - 17:00 |                                          |
| 高知県        | 高知放送 (RKC)         | 16:40 - 16:50 | [ 注釈 16 ]                              |
| 佐賀県        | NBCラジオ佐賀 (NBC)    | 16:10 - 16:20 |                                          |
| 長崎県        | 長崎放送 (NBC)         | 16:10 - 16:20 |                                          |
| 大分県        | 大分放送 (OBS)         | 16:20 - 16:30 | ☆ 2012年12月31日ネット開始               |
| 宮崎県        | 宮崎放送 (MRT)         | 16:10 - 16:20 |                                          |
| 鹿児島県      | 南日本放送 (MBC)       | 21:42 - 21:52 | 火曜〜金曜は『Precious Music』内         |

### 過去のネット局
| 放送地域 | 放送局         | 放送時間      | 備考                |
| -------- | -------------- | ------------- | ------------------- |
| 青森県   | 青森放送 (RAB) | 16:50 - 17:00 | ★ 2014年3月28日まで |
| 広島県   | 中国放送 (RCC) | 21:30 - 21:40 | 2013年3月29日まで   |
| 徳島県   | 四国放送 (JRT) | 16:40 - 16:50 | ☆ 2013年9月27日まで |
| 沖縄県   | 琉球放送 (RBC) | 23:50 - 24:00 | 2013年3月29日まで   |

## 関連グッズ
- 適当川柳 高田純次編 （ダイヤモンド社、2012年、ISBN 978-4-478-02205-4）